# Johan Bargum
Johan Erik Ragnar Bargum, född 13 maj 1943 i Helsingfors, är en finlandssvensk författare. Han är son till Eric Bargum och Viveca Hollmerus samt gift med Marianne Bargum och far till Katja Bargum och Anja Bargum.  
Johan Bargum hade sin debut 1965. Då gav han ut novellsamlingen Svartvitt. Därefter har han skrivit 16 romaner och novellsamlingar samt därutöver också dramatik, bland annat Finns det tigrar i Kongo tillsammans med Bengt Ahlfors.. Han har tagit emot en stor mängd pris, bland annat Tollanderska priset, och nominerats till Nordiska rådets litteraturpris och Runebergspriset. Hans verk har blivit översatta till många olika språk.
2015 firade Bargum firade 50 år som författare. Då gav han ut ett antal texter från novellsamlingarna Svartvitt (1965), Husdjur (1986), Resor (1989), Charlie Boy (1995), Avsked (2003) och dessutom några nyskrivna texter. Den första novellen i antologin ("Första, ofullbordad") skrev Bargum i mitten av 1960-talet. Den är ett exempel hans samhällskritiska blick. I Bargums tidiga texter var detta sätt att skriva mycket framträdande. Bargum utgår i sina texter från händelseförlopp där personerna karakteriseras av dialogen, bland annat i Finsk rulett (1971), Mörkrum (1977) och Den privata detektiven (1980).

## Sommarpratare i Vega
Den 13 augusti 2021 sommarpratade Bargum i Yle Vega.

## Priser och utmärkelser
- 1969 – Albert Bonniers stipendiefond för yngre och nyare författare
- 1997 – Pro Finlandia-medaljen[6]
- 2007 – Tollanderska priset